# 海蛾魚科
海蛾魚科（学名：Pegasidae）為輻鰭魚綱海龙鱼目的其中一科。

## 分布
本科魚類分布於印度洋与西太平洋熱帶海域。

## 特徵
本科魚類的主要特徵為寬闊且扁平的身體，全身被骨板所覆蓋，口細長且向下，主鰓蓋骨及下鰓蓋骨小，前鰓蓋骨大。胸鰭大與身體呈水平，形狀如翼，背鰭及臀鰭小而不發達，尾柄四方形，不具泳鰾，腹鰭1硬棘3軟棘，胸鰭9-19軟鰭條，體長可達14公分。

## 分類
本科原归属于海龙鱼亚目，但已知飞角鱼科是本科的姐妹群，于是改置于飞角鱼亚目之中。

### 内部分类
本科下分2個屬，如下：
- 寬海蛾魚屬 Eurypegasus
  - 寬海蛾魚 Eurypegasus draconis
  - 蝶寬海蛾魚 Eurypegasus papilio
- 海蛾魚屬 Pegasus
  - 矛海蛾魚 Pegasus lancifer
  - 短海蛾魚 Pegasus laternarius：又稱海蛾魚。
  - 飛海蛾魚 Pegasus volitans
  - 短棘海蛾鱼 Pegasus tetrabelos
  - 南海海蛾鱼 Pegasus nanhaiensis[3]
  - 中华海蛾鱼 Pegasus sinensis[4]

另外有一亚属棘海蛾鱼属（Spinipegasus）目前被归入海蛾魚屬，但有学者认为应该升为独立属，包含短海蛾魚（S. laternarius）和南海海蛾鱼（S. nanhaiensis）两种。